# CBS Evening News
CBS Evening News è un programma di notizie televisive serali di punta di CBS News, la divisione notizie della rete radiotelevisiva statunitense CBS.
Il programma è al terzo posto tra i programmi di notizie televisive più seguiti, con 6.309.000 spettatori totali, dietro ABC World News Tonight della ABC e NBC Nightly News della NBC.

## Conduttori
A partire dal 15 luglio 2019, la trasmissione notturna è stata condotta da Norah O'Donnell ed è stata intitolata CBS Evening News with Norah O'Donnell. A partire dal 2 dicembre 2019, il telegiornale è stato trasmesso dall'ufficio di CBS News a Washington, D.C. Tra i precedenti conduttori si annoverano Douglas Edwards, Walter Cronkite, Dan Rather, Connie Chung, Bob Schieffer, Katie Couric, Scott Pelley e Jeff Glor.

## Radio
Un simulcast audio della CBS Evening News va in onda nei giorni feriali su WCBS e KYW, entrambe le stazioni all-news sono precedentemente di proprietà di CBS Radio. Vengono trasmessi solo i primi tredici-quindici minuti della trasmissione, prima di riprendere la programmazione regolare. Oltre a una trasmissione radiofonica, il CBS Evening News è disponibile anche come podcast.